# Baranec (Malé Karpaty)
Baranec je vrchol v geomorfologickém celku Malé Karpaty.
Nachází se na severním okraji podcelku Brezovské Karpaty a dosahuje nadmořské výšky 378,2 m n. m.  Od zbytku pohoří na jihu je odříznut údolím potoka Bystrina. Vypíná se nad městem Brezová pod Bradlom, má pravidelný oválný půdorys, jižní svahy spadající do údolí bystřiny jsou o něco strmější než severní.